# Neil Dudgeon
Neil Dudgeon (* 2. Januar 1961 in Doncaster, Yorkshire) ist ein britischer Schauspieler, der mit Inspector Barnaby und anderen Krimiserien bekannt ist.

## Leben
Dudgeon besuchte die Danum Academy und kam im Rahmen von Schulaufführungen erstmals in Kontakt mit der Schauspielerei. Sein Schauspielstudium absolvierte er von  1979 bis 1982 an der University of Bristol. 
1987 stand Dudgeon erstmals vor der Kamera und spielte im folgenden Jahr in der Fernsehserie Piece of Cake einen Piloten aus dem Zweiten Weltkrieg.  Ab 1989 hatte er einige kleinere Auftritte in Serien wie z. B. London’s Burning, Casualty und Lovejoy. 1994 war er in A Touch of Frost als Detective Constable Costello an der Seite von David Jason zu sehen. Von 1998 bis 1999 wirkte er in der britischen Dramaserie The Mrs Bradley Mysteries als Chauffeur George mit. Auch spielte er in den Filmen und Serien Between the Lines, Out of the Blue, Sherlock Holmes – Der Seidenstrumpfmörder sowie als D. I. Duncan Warren in Messias. 2007 verkörperte er den Millionär Roman Pretty in der Comedyshow Roman’s Empire, 2009 übernahm er die Hauptrolle in Life of Riley.
2010 wurde Dudgeon in der Folge The Sword of Guillaume der 13. Staffel der britischen Krimiserie Inspector Barnaby als Tom Barnabys Cousin John Barnaby eingeführt. Dort ermittelt er seit der 14. Staffel als Nachfolger von Inspector Tom Barnaby, gespielt von John Nettles.
Neil Dudgeon ist mit der BBC-Radioproduzentin Mary Peate verheiratet und hat zwei Kinder.

## Filmografie (Auswahl)
- 1987: Prick Up Your Ears
- 1988: Piece of Cake
- 1991: The Bill (Fernsehserie, 1 Folge)
- 1991: Casualty (Fernsehserie, 1 Folge)
- 1992: Between the Lines
- 1993: Die Scharfschützen (Sharpe, Fernsehserie, 1 Folge)
- 1994: Vaterland
- 1995: Out of the Blue
- 1995: Inspektor Morse, Mordkommission Oxford (Inspector Morse, Fernsehserie, 1 Folge)
- 1996: Der kleine Unterschied (Different for Girls)
- 1998: The Mrs. Bradley Mysteries
- 1999: Four Fathers
- 2000: Inspector Barnaby (4x1 – Der Garten des Todes) (Garden of death) Nebenrolle des Gärtners Daniel Bolt
- 2000: Endless Sins (Breathtaking)
- 2001: Messias
- 2004: Sherlock Holmes – Der Seidenstrumpfmörder (Sherlock Holmes and the Case of the Silk Stocking)
- 2004: Bridget Jones – Am Rande des Wahnsinns (Bridget Jones: The Edge of Reason)
- 2007: Der Sohn von Rambow (Son of Rambow)
- 2008: Gerichtsmediziner Dr. Leo Dalton (Silent Witness, Fernsehserie, 2 Folgen)
- 2009: Life of Riley
- 2010: Die Weihnachtsgeschichte – Das größte Wunder aller Zeiten (The Nativity, Miniserie)
- 2011: United
- seit 2011: Inspector Barnaby
- 2012: Afternoon Play
- 2013: Playhouse Presents